# Loch Tummel
Il Loch Tummel (gaelico scozzese: Loch Teimheil) è un lago lungo e stretto, 7 km (4,3 mi) nord ovest di Pitlochry nella zona del consiglio di Perth e Kinross, in Scozia. È alimentato e drenato dal fiume Tummel, che sfocia nel fiume Tay circa 13 km (8,1 mi) a sud-est della diga di Clunie all'estremità orientale del lago.
Il lago è attraversato da strade sia a nord che a sud. Lungo la parte nord la strada (B8019) corre dal Passo di Killiecrankie sulla A9 ad est, fino al Ponte Tummel alla testa del lago. La strada sul lato meridionale non è classificata e incontra la A9 più a sud, vicino a Pitlochry.
Il lago dà il nome alla Loch Tummel National Scenic Area (NSA), una delle 40 identificate in Scozia, che comprendono aree di scenari eccezionali e ne garantiscono la protezione limitando alcune forme di intervento. Il Loch Tummel Lyon NSA copre 9 013 ha (22 272 acri), tutti situati all'interno di Perth e Kinross; poco più a sud del loch Tummel si trova il loch Bhac. L'NSA copre le colline che circondano il lago e si estende lungo il fiume Tummel per comprendere anche l'area circostante il passo di Killiecrankie sul fiume Garry.

## Tempo libero e turismo
Il Loch Tummel è popolare tra i pescatori che pescano trote e lucci . La pesca è gestita dalla Loch Rannoch Conservation Association, che rilascia le autorizzazioni e controlla le catture. Il lago è anche molto popolare tra i campeggiatori durante la primavera e l'estate.. Le strade su entrambi i lati del lago offrono splendidi panorami sulla campagna circostante,  in particolare si distacca la famosa "Queen's View" sulla costa nord, resa famosa dalla regina Vittoria nel 1866. Da questo punto di osservazione (nella foto) si gode di una magnifica vista sul lago con il monte Schiehallion sullo sfondo. Si dice anche che la vista sia stata originariamente intitolata alla regina Isabella, moglie di Roberto I di Scozia, che pare avesse trovato rifugio nei boschi vicini dopo la sconfitta nella battaglia di Methven nel 1306.
Le aree forestali intorno al Loch Tummel sono di proprietà della Forestry and Land Scotland (FLS) e fanno parte del parco forestale di Tay, una rete di foreste gestite dal FLS e distribuite nelle Highland del Perthshire che sono organizzate per fornire percorsi naturalistici e servizi per i visitatori.

## Natura e conservazione

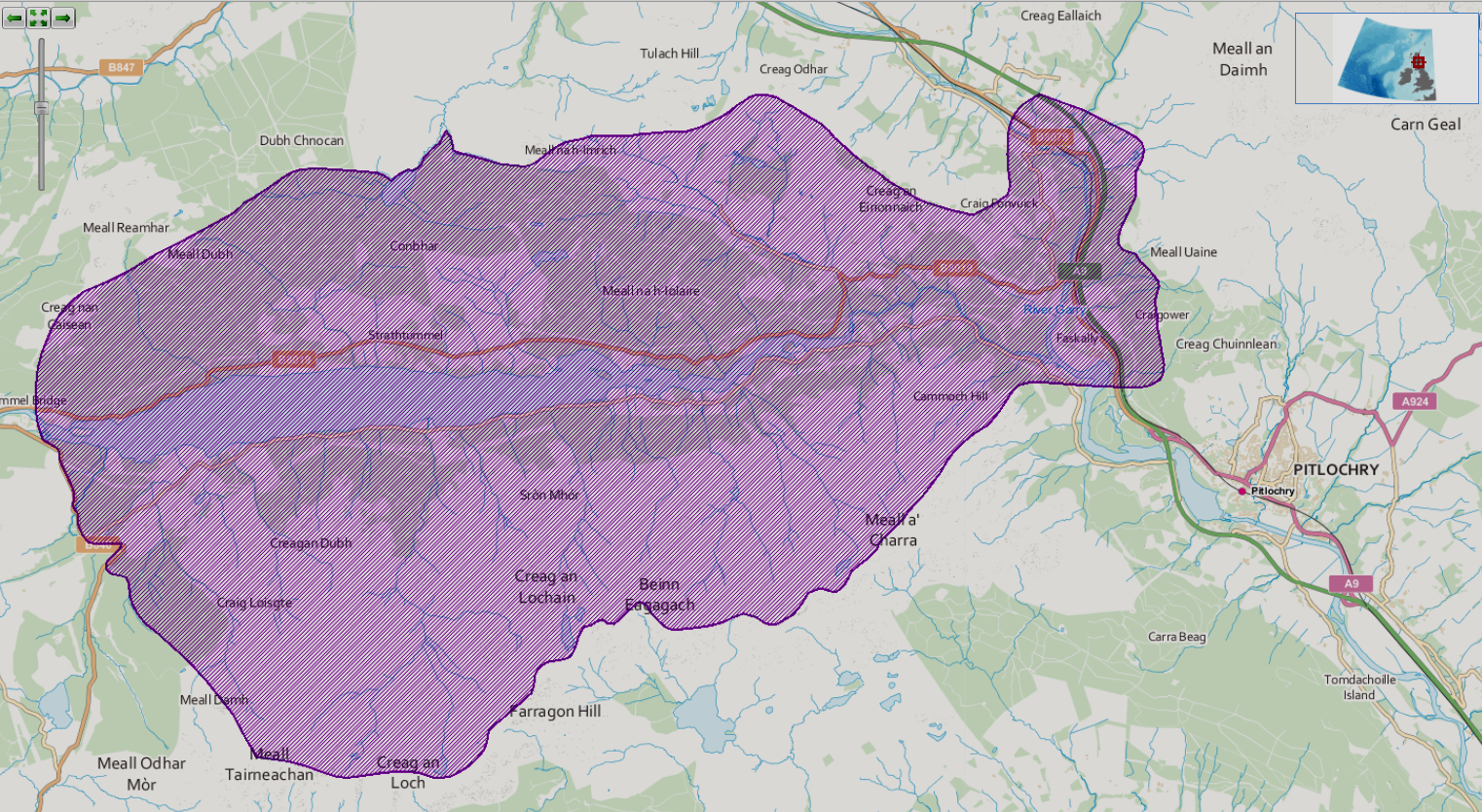
Area della NSA Loch Tummel

Il fiume Tummel è un affluente del fiume Tay, e il lago Tummel è incluso come parte dell'area speciale di conservazione del fiume Tay. La designazione rileva l'importanza del sistema fluviale per salmoni, lontre, lamprede di ruscelli, lamprede di fiume e lamprede di mare. Nel lago sono presenti anche la trota fario e il luccio .
I boschi a nord del lago ospitano una serie di specie protette, tra cui il gallo cedrone, gallo cedrone nero, scoiattolo rosso, fritillaria bordata di perle e ginepro.

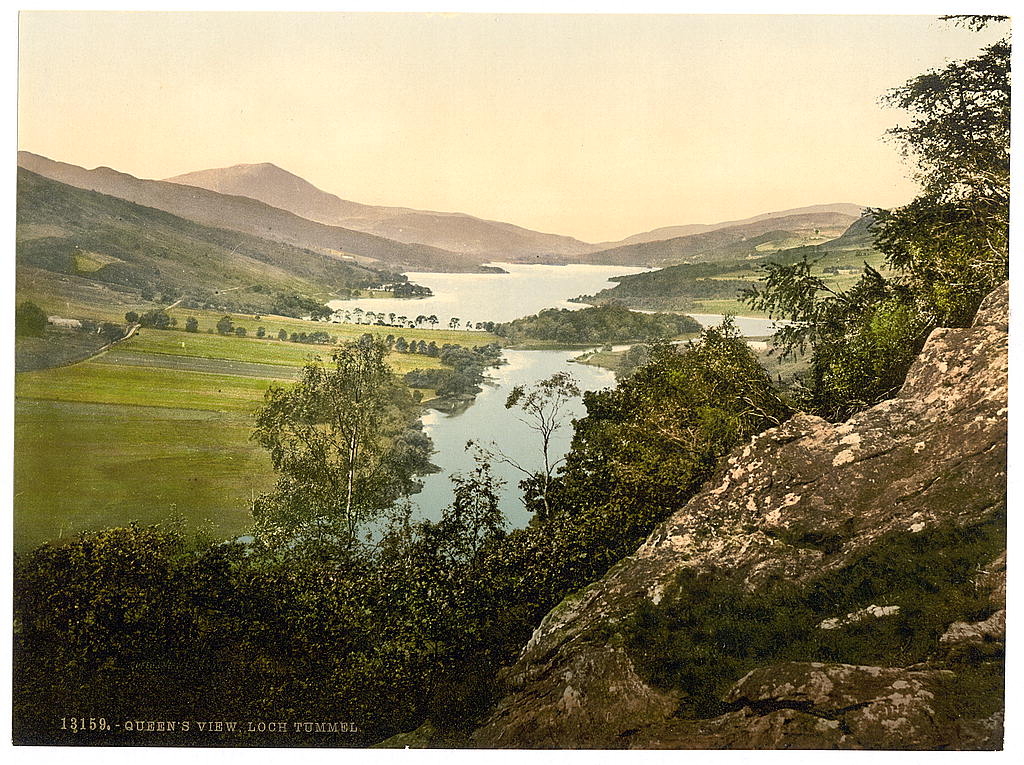
Loch Tummel dal Queen's View nel 1895 circa. Notare il livello dell'acqua più basso rispetto all'immagine moderna.

## Siti storici
Il lato settentrionale del lago contiene molti siti archeologici, tra cui un forte ad anello dell'età del ferro, borgate abbandonate, e resti di villaggi fortificati pitti. Quest'area comprende anche i menhir di Clachan Aoraidh, situati alla testata della valle stretta (glen) Fincastle nella foresta di Allean. La Fincastle House, un edificio di rilievo storico del 17 ° secolo, si trova nella parte orientale della larga vallata (strath).
L'innalzamento del lago per incrementare la produzione idroelettrica ha portato alla sommersione di un'isola artificiale del un tipo noto come un crannog che si trovava al largo di Port an Eilean sulla riva nord del lago. L'isola è ora 3 metri sott'acqua ed è stata oggetto di uno studio dello Scottish Trust for Underwater Archaeology e dal Perth & Kinross Heritage Trust nel 2004. Sono stati trovati anche un viottolo lastricato di pietra ben costruito e una rampa di scale che portava a una distanza di 2 m dal bordo del lago. L'analisi di frammenti di legno trovati sul sito ha rivelato che risale al 1840 circa.